# 且末郡
且末郡，中国隋朝时设置的郡。
大业五年（609年），隋朝大破吐谷浑，设置河源郡、西海郡、且末郡、鄯善郡（今若羌县）四郡，在且末城设置且末郡，治所在且末城（今新疆维吾尔自治区且末县南）。包括今新疆维吾尔自治区且末县。隋朝末年，吐谷浑复兴，且末郡地入吐谷浑。唐朝建立后，将其地归入沙州。